# تیوری کورپوریشین
تیوِری کورپوریشین یا ثیوِری کورپوریشن (به انگلیسی: Thievery Corporation) نام گروه موسیقی تریپ هاپ و الکترونیکی آمریکایی است.
این گروه در واشنگتن دی سی قرار دارد، و در ۱۹۹۵ تشکیل شد.